# Ypsilandra kansuensis
Ypsilandra kansuensis là một loài thực vật có hoa trong họ Melanthiaceae. Loài này được R.N.Zhao & Z.X.Peng miêu tả khoa học đầu tiên năm 1987.